# Bárdosi Németh János
Bárdosi Németh János (Eredeti neve: Németh János) (Szombathely, 1902. március 8. – Pécs, 1981. március 4.)  magyar költő, író, szerkesztő.

## Életpályája, munkássága
Hétgyermekes család elsőszülöttjeként született. Apja vasúti mozdonyfűtő volt.  A vasi megyeszékhelyen járt elemi és középiskolába, meghatározó gyermekkori élményei mégsem itt, hanem anyja szülőfalujában, a Szombathely melletti Bárdoson érték, ahol sok időt töltött nagyszüleivel, ezért választotta később  írói előnevéül a Bárdosit.
Az érettségi vizsgát 1921-ben a szombathelyi Felső Kereskedelmi Iskolában szerezte meg. Tanár szeretett volna lenni, de szülei nem tudták vállalni tanulmányainak költségét, így munkába állt. A Szombathelyi Köztisztviselők Szövetkezeténél és az Első Magyar Általános Biztosító Társaságnál kezdett dolgozni, majd  közszolgálatba lépett: könyvelői, ellenőri feladatokat kapott, s ez jelentette civil munkáját a következő huszonegy esztendőben.
Az állás által megkívánt  észjárás jól megfért Bárdosi Németh Jánosban a költői gondolkodással, ezt bizonyítja, hogy fiatalon elismert költő-íróvá vált. „Gárdonyi temetésére” címet viselte első, nyomtatásban megjelent verse, melyet az Élet című folyóiratban olvashatott a közönség. Az „Öreg szilfa árnyékában” című, első verseskötete pedig 1926-ban látott napvilágot, s ez azonnal hírnevet hozott számára. A regény műfajban 1930-ban debütált: „Jégeső” címmel megjelent első nagy lélegzetű műve.
Szombathelyt irodalmi esteket rendezett, ahová olyan személyiségeket hívott meg, mint Kosztolányi Dezső,Móricz Zsigmond, Illyés Gyula vagy Németh László. Munkáját a város irodalmárközössége is elismerte, 1932-ben megválasztották Vasvármegye és Szombathely Város Kultúregyesületének irodalmi szakosztálya, a Faludi Ferenc Irodalmi Társaság elnökévé. Elnökként, főtitkárként tevékenykedett egy évtizednél is tovább, s közben könyvek, folyóiratok kiadásánál bábáskodott, írókat indított el a művészpályán.1935-ben második regénye, a „Zsellérek” is megjelent, majd útjára indította az „Írott kő” című folyóiratot, a Faludi-társaság művészeti és irodalmi kiadványát. A Pénzügyminisztériumban időközben letette az államszámviteli államvizsgát is. Előadásokat tartott az Írók Gazdasági Egyesületénél, 1939-ben pedig már a „Dunántúl” című pécsi lapban folytatásokban, majd később „Napfogyatkozás” című újabb regénye is megjelent.
Bárdosi Németh János egyre inkább kötődött a baranyai városhoz: 1941-ben „Szegény ország” című verseskötetét már itt, a Janus Pannonius Társaság gondozásában adták ki, s 1943 nyarán végleg Pécsre költözött. A városi számvevőségen kapott állást, ahol hamarosan vezető beosztáshoz jutott. Az irodalmi életbe itt is belevetette magát: szerkesztője lett a Sorsunk című folyóiratnak, ahová a főszerkesztő Várkonyi Nándor hívta, és társelnöke lett a Batsányi János Irodalmi Társaságnak.
Közben családi élete is megváltozott, miután fivére bombatámadás áldozata lett 1945-ben, annak kislányát feleségével örökbe fogadta, s ettől kezdve nevelte. Művészeti munkássága mit sem ártott polgári foglalkozása gyakorlásának: kinevezték a pécsi városi tanács pénzügyi osztályának vezetőjévé, e munkakört töltötte be 1967-es nyugdíjazásáig. 1956 márciusában a Pécsi Nemzeti Színházban bemutatták a Csokonairól szóló „Békétlen szerelem” című daljátékot, melynek szövegét ő írta. 1960-ban negyedik verseskötete is napvilágot látott: a Jelenkor adta ki „Carmina Hungarica”címmel. Ezután még több kötete is megjelent új költeményekkel, válogatásokkal egyaránt. 1967-től a Jelenkor című folyóirat szerkesztőbizottságának tagja lett. Verseinek kétharmadát élete utolsó huszonöt évében írta. Hetvenedik születésnapján szerzői estekkel, kiállításokkal, jubileumi rendezvényekkel köszöntötték a pályatársak, életéről még a szombathelyi Berzsenyi könyvtárban is tárlatot nyitottak.1980-ban hangosított diafilmet, majd egy portréfilmet készítettek róla, utóbbi a Magyar Televízió Pécsi Körzeti Stúdiója, s annak riportere, Parti Nagy Lajos nevéhez fűződik.
Nem sokkal később 1981-ben hunyt el Pécsett. Szombathelyen, szülővárosában a Széll Kálmán u. 35. sz. alatt emléktábla őrzi emlékét.

## Művei

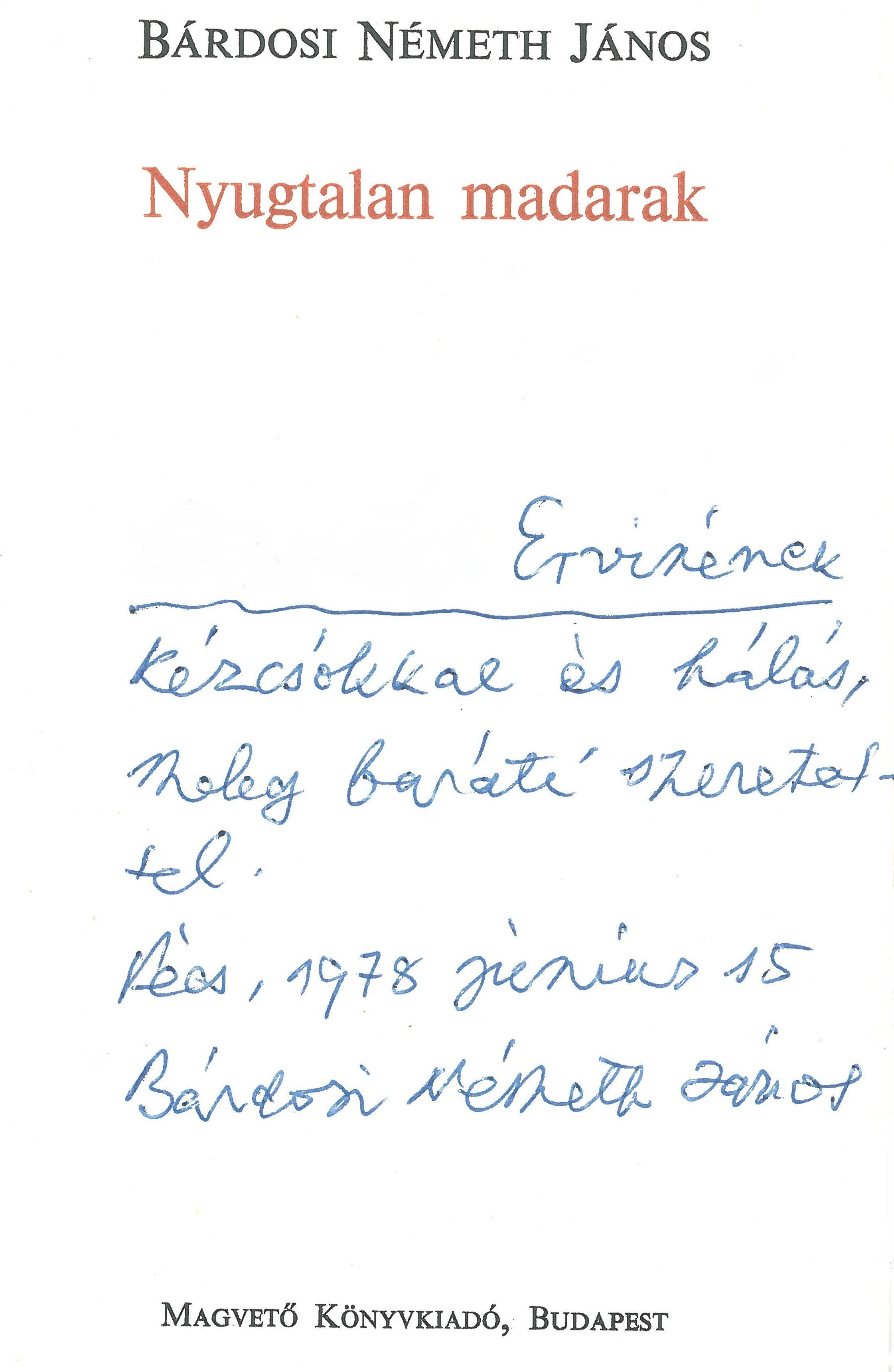
Bárdosi Németh János Nyugtalan madarak c. Pécsett dedikált kötetének címlapja 1978 június 15.-ről

- Öreg szilfa árnyékában (versek, Békéscsaba 1926)
- Jégeső (regény, Pécs 1930)
- Isten rádiója (vers, Szombathely 1932)
- Zsellérek (regény, Szeged 1935)
- Élet és irodalom (tanulmány, Szombathely 1937)
- Napfogyatkozás (regény, Pécs 1940)
- Szegény ország (vers, Pécs 1941)
- Békétlen szerelem (daljáték, 1956)
- Carmina Hungarica (vers, Pécs 1960)
- Vacsoracsillag (vers, Pécs 1966)
- Fehér pille (vers, Budapest 1972)
- A lélek lángjai (vers, Budapest 1974)
- Utak és útitársak (esszék, Szombathely 1975)
- Nyugtalan madarak (vers, Budapest 1978)
- Befogadás (vers, Budapest 1981)
- Fűzfasíp (vers, Budapest 1981)
- Magyar múzsa (vers, Budapest 1982)
- Lélek és tenger (posztumusz vers, szerk: Tüskés Tibor Pécs 1994)